# Сухая Саксагань
Сухая Саксагань — река в Украине, левый приток Саксагани, притока Ингульца (бассейн Днепра).

## Характеристика
Длина 11 км. Площадь водосборного бассейна 78,2 км². Уклон реки 5,2 м/км. Долина трапециевидная.
Питается из атмосферных осадков. Ледостав неустойчивый (с декабря по начало марта). Используется для сельскохозяйственных нужд, сооружены пруды.
Исток к югу от села Поляна. В первой половине течения идет с юга на север, во второй — с востока на запад. Протекает по территории Каменского и Криворожского районов Днепропетровской области через сёла Благословенная и Андреевка. Впадает в Макортовское водохранилище на реке Саксагани возле села Новая Заря на высоте 80,7 м над уровнем моря на 95-м км русла Саксагани.